# Daniel Liénard de Beaujeu

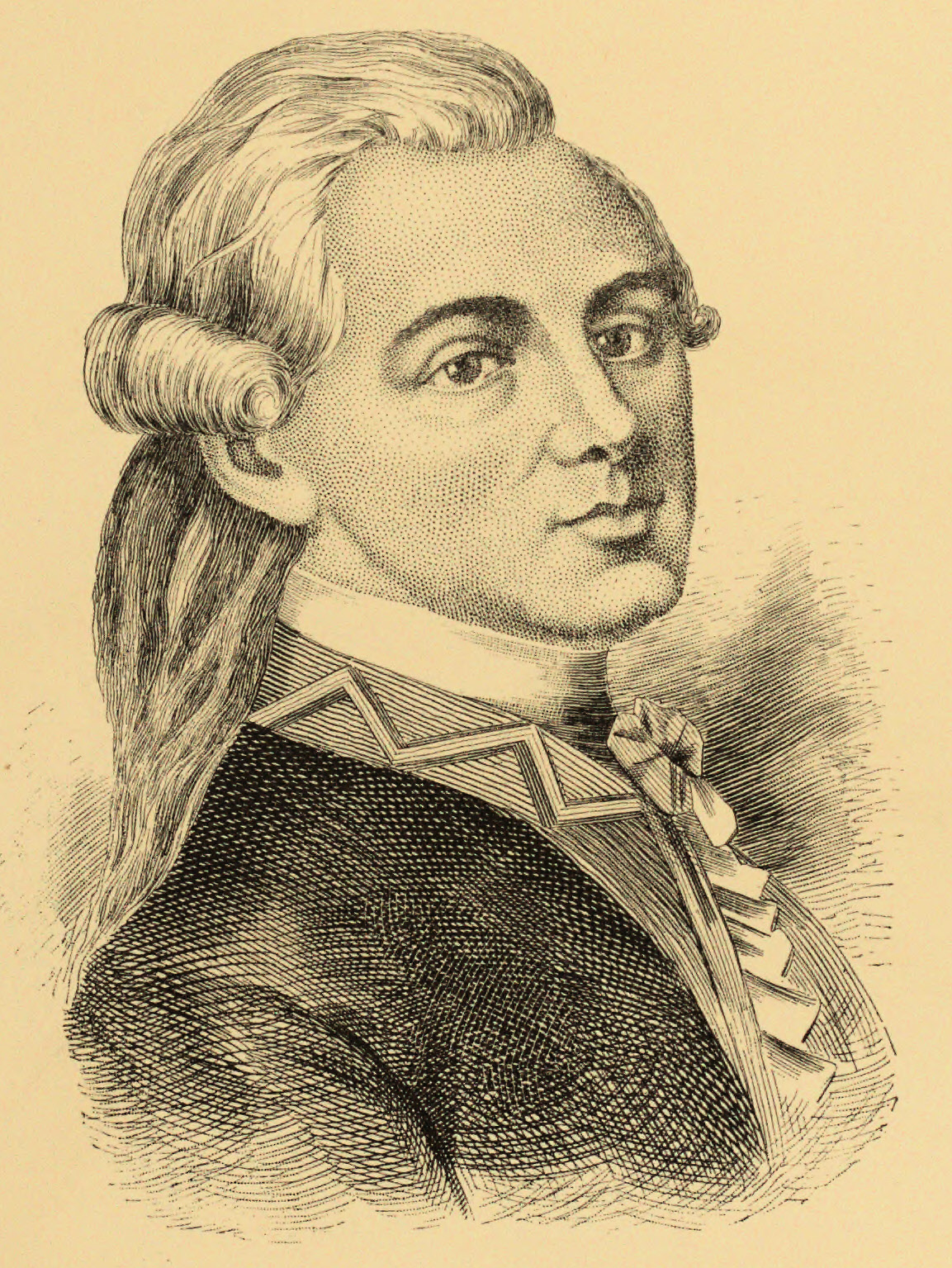
Daniel Hyacinthe Liénard de Beaujeu.

Daniel-Hyacinthe-Marie Liénard de Beaujeu (* 19. August 1711 in Ville-Marie, Neufrankreich; † 9. Juli 1755 in Fort Duquesne) war ein kanadischer Offizier der französischen Armee.

## Werdegang als Offizier
Nach seinem Beitritt zur französischen Armee, wahrscheinlich noch in seiner Jugend, wurde er als einer der Befehlshaber einer 700 Mann starken Truppe nach Nova Scotia abgesandt, um sich mit einer aus Frankreich kommenden Truppe für die Eroberung der Festung Louisbourg zu organisieren.
Beaujeu kämpfte in der Schlacht von Grand Pré, die am 11. Februar 1747 nach zweitägigem Kampf von der französischen Streitmacht gewonnen wurde.
Am 5. Juli 1749 wurde er Kommandant bei Fort Niagara. Dort verfasste er einige Briefe, die 1931 im Bulletin des recherches historiques veröffentlicht wurden.
1755 ersetzte er Claude-Pierre Pécaudy als befehlshabender Offizier im neu errichteten Fort Duquesne.
Er war Befehlshaber bei der Schlacht am Monongahela am 9. Juli 1755, bei der er im Kampf fiel. Die Franzosen gewannen die Schlacht und Beaujeu galt viele Jahre als „Held vom Monongahela“. Erst später zeigte sich, dass die Schlacht im Wesentlichen von seinem nachfolgenden Befehlshaber, Jean-Daniel Dumas, gewonnen wurde.
Beaujeus Leichnam wurde zurück zum Fort Duquesne gebracht, wo er am 12. Juli 1755 bestattet wurde.

## Privatleben
1737 heiratete er in Québec Michelle-Elisabeth Foucault. Zusammen hatten sie neun Kinder, wovon allerdings nur zwei Töchter die Kindheit überlebten.